# Можга (станция)
Можга́ — железнодорожная станция Ижевского региона Горьковской железной дороги. Расположена в городе Можге Удмуртской Республики.
На станции осуществляется продажа билетов на все пассажирские поезда, а также прием и выдача багажа.

## История
Станция была открыта в 1919 году, в составе железной дороги Казань — Екатеринбург.
Строительство станции началось в 1916 году вблизи посёлка Сюгинского стеклозавода, вследствие чего станция получила своё первое название Сюгинская. Далее с апреля 1924 года по обеим сторонам железнодорожных путей станции Сюгинская стал заново отстраиваться после пожара новый центр Можгинского уезда — Красный поселок, который в 1926 году был преобразован в город, а затем уже получил своё современное название город Можга. Несмотря на это станция Сюгинская была переименована в станцию Можга лишь после окончания Великой Отечественной войны.
В 1984 году пути станции были электрифицированы переменным током в составе участка Агрыз — Шемордан.
В 2021 году завершено строительство нового вокзала станции. При этом новое здание располагается с противоположной стороны от старого, чтобы совместить его с городским автовокзалом.
С момента возникновения входила в Московско-Казанскую железную дорогу (в 1930-е годы в её Казанский эксплуатационный район), с 1936 года в составе Агрызского отделения Казанской железной дороги, с 1957 года в составе Ижевского отделения той же дороги, с 1961 года в составе того же отделения (с 2010 года региона) Горьковской железной дороги.

## Дальнее следование по станции
По состоянию на январь 2022 года через станцию курсируют следующие поезда дальнего следования:

### Круглогодичное движение поездов
| № поезда                | Маршрут движения            | № поезда                | Маршрут движения            |
| ----------------------- | --------------------------- | ----------------------- | --------------------------- |
| 25 «Двухэтажный состав» | Ижевск — Москва             | 26 «Двухэтажный состав» | Москва — Ижевск             |
| 51                      | Ижевск — Нижний Новгород    | 52                      | Нижний Новгород — Ижевск    |
| 75                      | Нерюнгри — Москва           | 76                      | Москва — Нерюнгри           |
| 81                      | Улан-Удэ — Москва           | 82                      | Москва — Улан-Удэ           |
| 89                      | Петропавловск — Москва      | 90                      | Москва — Петропавловск      |
| 95                      | Барнаул — Москва            | 96                      | Москва — Барнаул            |
| 107                     | Нижневартовск — Волгоград   | 108                     | Волгоград — Нижневартовск   |
| 111                     | Круглое Поле — Москва       | 112                     | Москва — Круглое Поле       |
| 117                     | Новокузнецк — Москва        | 118                     | Москва — Новокузнецк        |
| 135                     | Барнаул — Москва            | 136                     | Москва — Барнаул            |
| 325                     | Пермь — Новороссийск        | 326                     | Новороссийск — Пермь        |
| 335                     | Екатеринбург — Новороссийск | 336                     | Новороссийск — Екатеринбург |
| 377                     | Новый Уренгой — Казань      | 378                     | Казань — Новый Уренгой      |
| 397                     | Киров — Казань              | 398                     | Казань — Киров              |
| 445                     | -                           | 446                     | Кисловодск — Екатеринбург   |

### Сезонное движение поездов
| № поезда | Маршрут движения                   | № поезда | Маршрут движения                   |
| -------- | ---------------------------------- | -------- | ---------------------------------- |
| 233      | Екатеринбург — Имеретинский курорт | 234      | Имеретинский курорт — Екатеринбург |
| 497      | Ижевск — Адлер                     | 498      | Адлер — Ижевск                     |
| 507      | Ижевск — Новороссийск              | 508      | Новороссийск — Ижевск              |
| 521      | Приобье — Новороссийск             | 522      | Новороссийск — Приобье             |

## Пригородное следование по станции
Пригородные перевозки со станции Можга осуществляет ППК «Содружество».
По состоянию на 2013 год пригородные поезда из Можги следуют по двум направлениям: на Ижевск и на Казань.